# Família Barberino

Brasão da Família Barberino

A família Barberino ou Barbarino é o ramo português da família Barberini, uma influente família italiana do século XVII, que teve seu início com a chegada do ítalo-flamengo Guilherme Quifel Barberino (1605) em Portugal, filho do governador de Anvers Bartolomeu Quifel (1580) e de sua mulher Catarina de Mayala Barberino (1585), natural de Florença.
Parte dos seus descendentes emigraram em meados do século XVIII para o Brasil, e se estabeleceram em Jacobina na Bahia. Enquanto membros da elite regional, eram latifundiários e ativos agentes políticos.

## Descendência em Portugal
Do casamento de Guilherme Quifel Barberino com Isabel de Fette Barberino nasce Bartolomeu Quifel Barberino, bacharel, conselheiro dos reis Dom Pedro II e Dom João V e especialista em Finanças. Ele adquiriu de Antão Gonçalves em 1682 a propriedade em que construiria a Quinta de Molha-Pão, a qual está nas mãos de seus descendentes até os dias de hoje (Para saber mais).
A quinta de Molhapão pertenceu aos Condes de Anadia, descendentes diretos de Bartolomeu Quifel Barberino, pertencendo ainda hoje a membros da família.
Outros descendentes são Manuel Quifel Rebelo Barberino, Cavaleiro da Ordem de Cristo, filho de Bartolomeu Quifel Barberino e de sua mulher Teresa Maria de Figueiredo, e Bartolomeu José Quifel Barbarino, Moço Fidalgo da Casa Real com acréscimo de moradia, filho de João de Almeida e Vasconcelos.
Para mais informações da genealogia consultar o site do Familly Search.

## Descendência no Brasil
Se constituíram como latifundiários e agentes políticos, inclusive até os dias atuais.

## Origem do Brasão

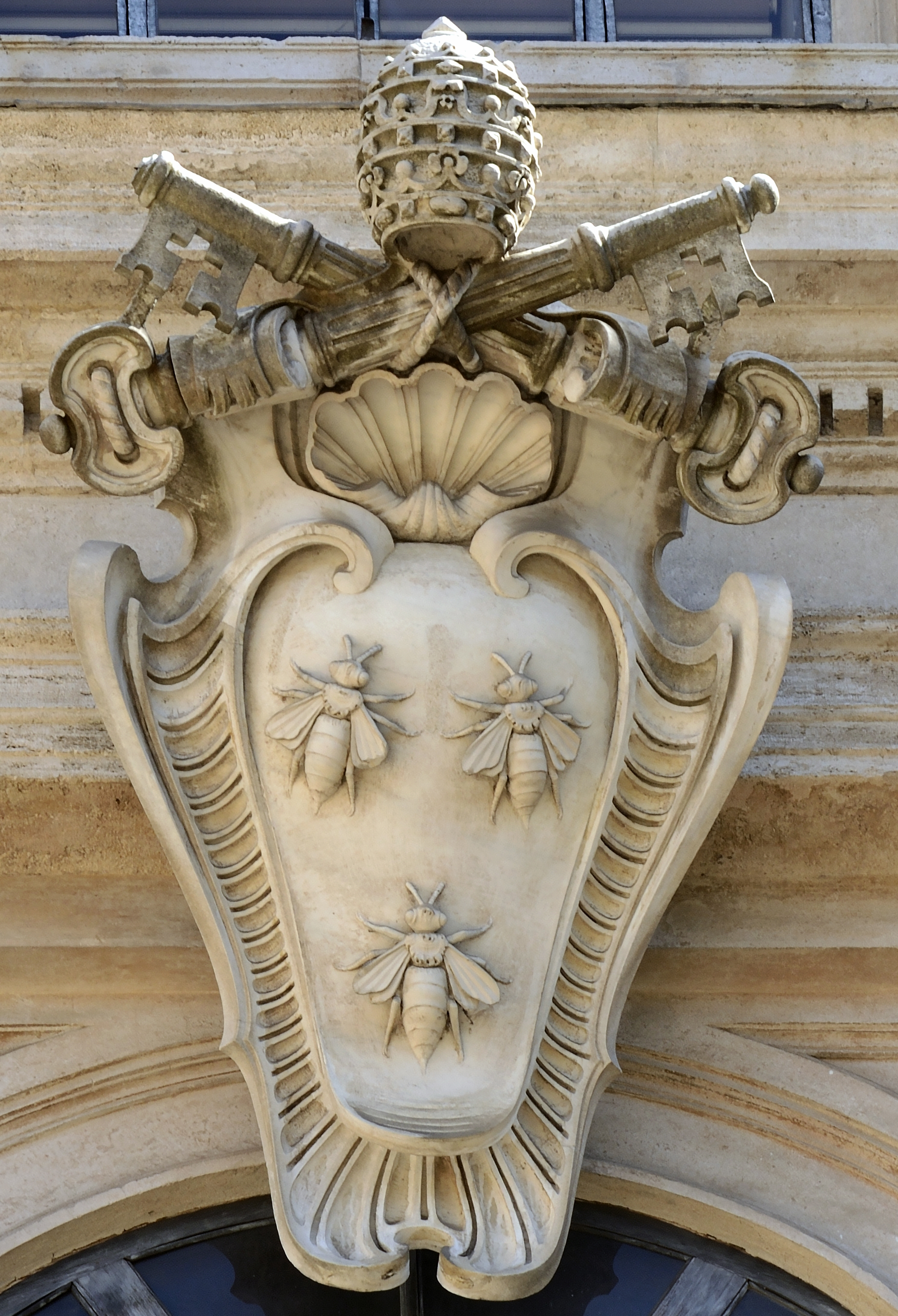

Antes de se tornarem uma família poderosa, inicialmente os Barberino (ou Barberini) moravam em Barberino Val d'Elsa , uma pequena vila perto de Florença, e o sobrenome era originalmente Tafani da Barberino. Em italiano Tafani significa mutucas, e eram três delas que originalmente adornavam o brasão. A medida que foram enriquecendo ele foi trocado pelas abelhas e se tornou então o símbolo da família, atingindo seu ponto máximo com a eleição do Papa Urbano VIII, Maffeo Barberini, que adornava vitrais, praças, e o icônico Palácio Barberini.